# Mytilopsis africana
Mytilopsis africana is een tweekleppigensoort uit de familie van de Dreissenidae. De wetenschappelijke naam van de soort is voor het eerst geldig gepubliceerd in 1835 door van Beneden.